# 欖洲
欖洲（英語：Lam Chau）是香港一個已經消失的島嶼，在新香港國際機場還沒填海以前，是除了赤鱲角以外另一個天然島嶼，位於新界大嶼山沙螺灣以北和赤鱲角以西一帶，地區行政上屬於離島區。
欖洲昔日為一無人島嶼，加上周邊一帶民居很少，市區來往大嶼山的道路更不方便，因此在香港很少人認識此島嶼，該島在1994年發展新香港國際機場所進行的填海工程時被夷平，成為了機場南面跑道（07R／25L）的一部份，其原來位置現時為機場「J4」及「J5」滑行道之草坪。